# 任農夫
任 農夫（じん のうふ、生年不詳 - 477年）は、南朝宋の軍人。本貫は臨淮郡。

## 経歴
軍人として身を立て、軍主となり、強弩将軍の号を受けた。泰始2年（466年）、明帝即位に対抗する反乱が各地で起こると、農夫は劉懐珍とともに義興郡で反乱鎮圧にあたった。功績により広晋県子に封じられた。東方が平定されると、農夫は張興世の下で南進して、劉胡らを討った。射声校尉に任じられ、左軍将軍の号を受けた。桂陽王劉休範が江州刺史となり、反乱の兆しを見せ始めると、朝廷はその東下を憂慮して、農夫を輔師将軍・淮南郡太守に任じて、姑孰に駐屯させて防がせることとした。元徽2年（474年）、劉休範が建康に向けて進軍を始めると、農夫は駐屯地を放棄して建康に帰還した。劉休範の乱が平定されると、戦功により孱陵県侯に改封された。輔師将軍・豫州刺史として出向し、まもなく冠軍将軍の号に進んだ。元徽3年（475年）、入朝して驍騎将軍となり、通直散騎常侍の位を加えられた。元徽4年（476年）、建平王劉景素が京口で反乱を起こすと、農夫は蕭道成の下で反乱鎮圧にあたった。元徽5年（477年）、征虜将軍の号を加えられ、散騎常侍の位を受けた。この年のうちに死去した。左将軍の位を追贈された、諡は貞粛といった。

## 伝記資料
- 『宋書』巻83 列伝第43
- 『南史』巻40 列伝第30